# Housing and Development Board

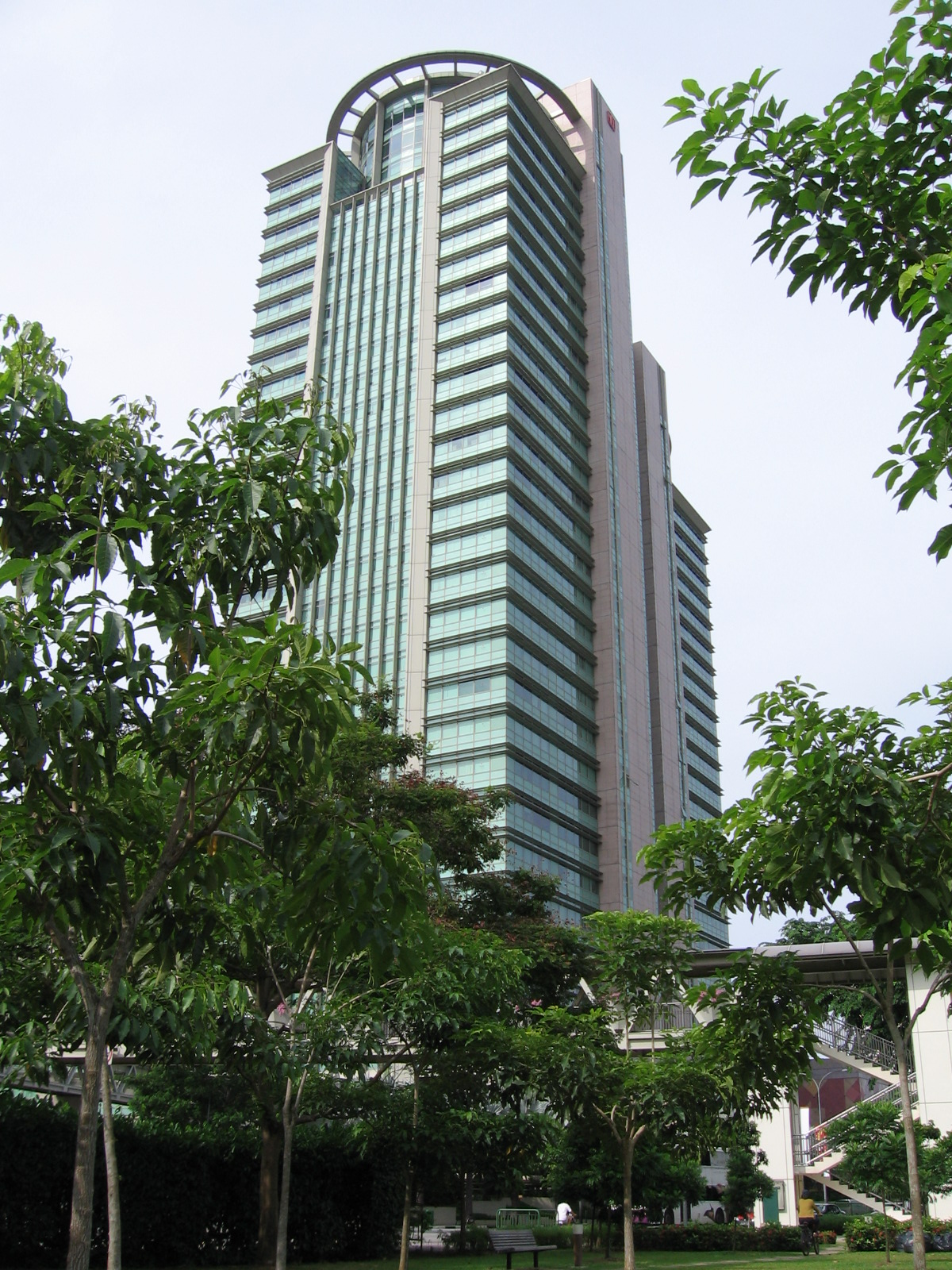
Sede da HDB no distrito de Toa Payoh.

A Housing and Development Board (sigla HDB, em chinês simplificado 建屋发展局, em malaio Lembaga Pembangunan dan Perumahan, em tâmil வீடமைப்பு வளர்ச்சிக் கழகம்) é órgão do governo do Ministério do Desenvolvimento Nacional de Singapura responsável pela habitação social no país. É geralmente creditada por ter erradicado as favelas na década de 1960 no reassentando as pessoas em casas de baixo custo. Em 2015, 85% dos habitantes de Singapura residem em habitações da HDB

## História

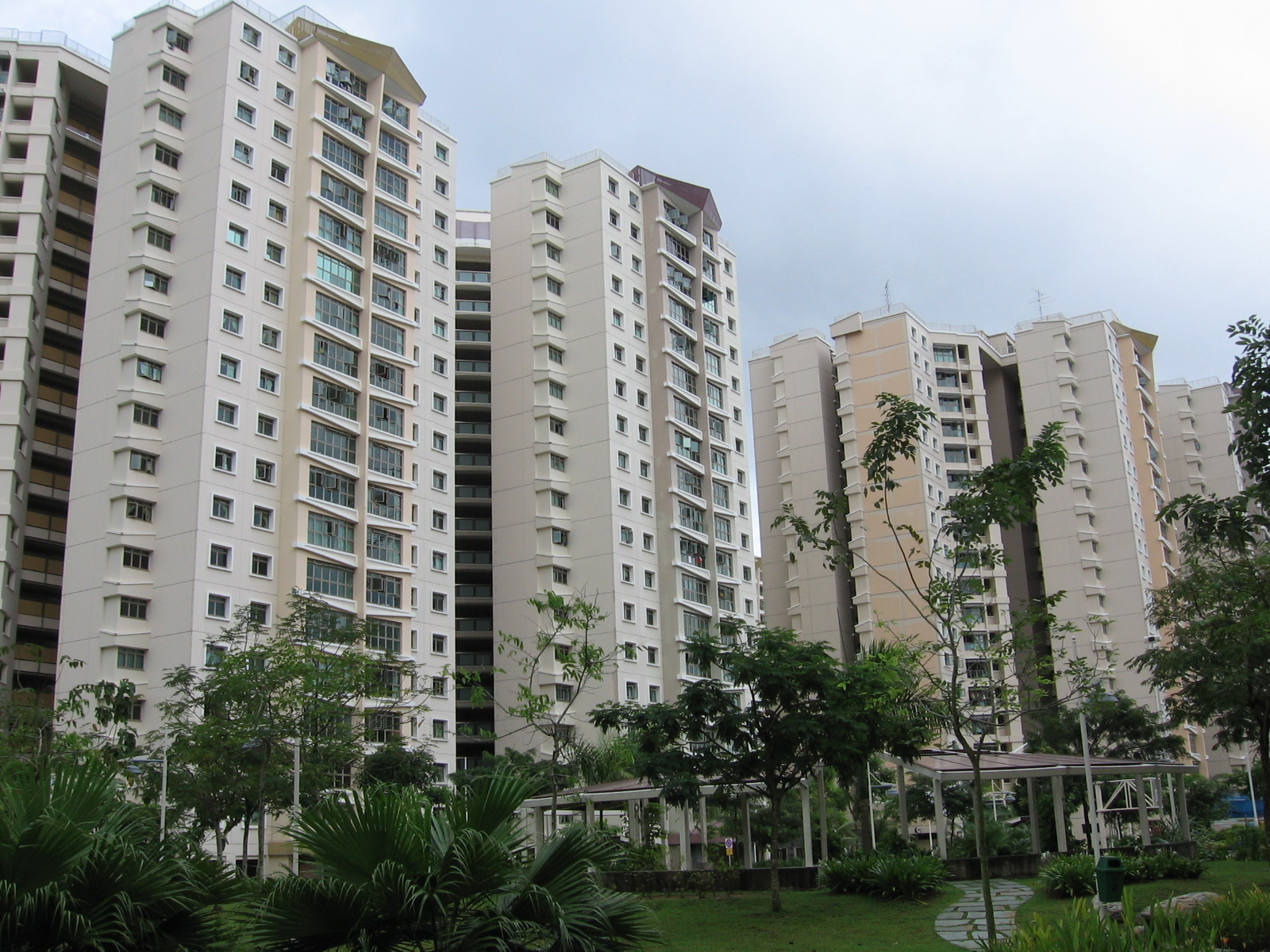
Edifícios residenciais da HDB.

A primeira organização de habitação de Singapura foi a Singapore Improvement Trust (SIT) criada em 1927. Em 1947, quando ainda era colônia do Reino Unido, Singapura tinha uma taxa de densidade habitacional de 18,2 pessoas por habitação, logo após a independência do país em 1959 o recém eleito governo aprovou o Housing & Development Act of 1960, substituindo antigo SIT.
A prioridade nos primeiros 5 anos do programa foi a construção do maior número de casas a um baixo custo possível, sendo o Home Ownership for the People Scheme criado para aqueles que queriam comprar ao invés de alugar além do dinheiro do Central Provident Fund (CPF), fundo de aposentadoria do país, além de proteções contra a inflação. Contudo, inicialmente o programa não deu um grande resultado, somente após o incêndio de Bukit Ho Swee em 1961.
A HDB estimou que entre 1960 e 1969 seriam necessários 147.000 unidades habitacionais, sendo 80.000 do déficit atual, 20.000 da restruturação da área central e 47.000 devido ao crescimento da população, dando uma média de 14.700 novas unidades habitacionais por ano, sendo que o setor privado tinha condições de construir somente 2.500 unidades habitacionais por ano e a nívels de preço muito acima da média da renda da população. Entre 1960 e 1965 54.430 unidades habitacionais foram construídas pela HDB.
Em 1968, o governo autorizou as pessoas que alugavam os imóveis a utilizarem o dinheiro do CPF para comprarem os mesmos, uma das políticas da HDB foram a promoção da coesão social, o patriotismo e a integração racial. Na década de 1990, melhorias nos antigos prédios foram feitas, adicionando elevadores, também começaram a ser construídas quitinetes para apenas uma pessoa. Em julho de 2003 tornou-se a corporação HDBCorp.